# Hermano de Deus Nobre Alves
Hermano de Deus Nobre Alves (Niterói, 13 de dezembro de 1927 — Lisboa, 1 de julho de 2010) foi um jornalista e político brasileiro.

## Biografia
Filho único de pais portugueses, muito jovem foi morar na Bahia. De volta ao Rio de Janeiro, cursou direito em Niterói, sem chegar a concluir os estudos.
Começou no jornalismo em 1949, ano em que participou da fundação da Tribuna da Imprensa ao lado de Carlos Lacerda. Trabalhou ainda no Jornal do Brasil e no Correio da Manhã.
Em 1964, posicionou-se contrário ao Golpe de Estado no Brasil em 1964, atacando em seus textos a atitude dos militares. Em 1966, candidatou-se à deputado federal pelo (antigo) estado de Guanabara, defendendo o voto para os analfabetos, a subordinação dos militares aos civis e a proteção da indústria nacional, entre outras propostas. Foi eleito em 1967, pelo Movimento Democrático Brasileiro (MDB) e integrou a Frente Ampla, defendendo o retorno do país à normalidade democrática. Em 1968, com a instauração do Ato Institucional Número Cinco (AI-5), teve os direitos políticos cassados e se viu forçado a deixar o Brasil.
Foi-lhe concedido asilo no consulado Mexicano, do Mexico partiu diretamente para a Argélia, unico pais que lhe ofereceu asilo politico. na França. Na Inglaterra, trabalhou para a British Broadcasting Corporation (BBC) de Londres e chegou a lecionar numa universidade. Em 1979, recebeu o benefício da Lei da anistia, mas não regressou ao Brasil. Só voltaria em 1984, quando se estabeleceu em Brasília, trabalhando em jornais e prestando assessoria.

Em 2005, por meio da Comissão da Anistia, recebeu indenização do Governo brasileiro no valor de R$ 2.160.794,62, além do benefício mensal permanente no valor de R$ 14.777,50. 